# Edmund William George
Pour les articles homonymes, voir George.
Edmund William George (1908-1963) est un agriculteur et un homme politique canadien du Nouveau-Brunswick.

## Biographie
Edmund William George naît le 14 mars 1908. Après avoir suivi des études à l'université Mount Allison où il obtient un baccalauréat en arts, il sert comme major durant la Seconde Guerre mondiale. Il est ensuite élu député libéral de la circonscription de Westmorland le 27 juin 1949.
Il est mort le 27 septembre 1963.